# Katrė
Katrė ist ein weiblicher Vorname.

## Herkunft und Bedeutung
Der Name ist die Kurzform des litauischen Namens Kotryna.

## Bekannte Namensträgerinnen
- Katre Ligi (* 1953), estnische Lyrikerin